# Землетрус у Гаосюні (2016)
Землетрус в Гаосюні 2016 року стався 6 лютого  о 03:57:27 за місцевим Тайванським часом (UTC+8) (21:57:27 05.02.2016 за Київським часом). Магнітуда сягнула 6.4 бали за шкалою Ріхтера. Гіпоцентр на глибині 10 км. Епіцентр в окрузі Мейнунг, у спеціальному муніципалітеті Гаосюн (2-ге місто Тайваню), на відстані 31 км на південний схід від міста Тайнань (4-те місто Тайваню). Станом на 12 лютого відомо, що загинуло щонайменше 94 особи, травмовано — 551 та 30 зникло безвісти. 71 особа госпіталізована.

## Руйнування
Землетрус трапився глибокої ночі, коли більшість людей спали в оселях.

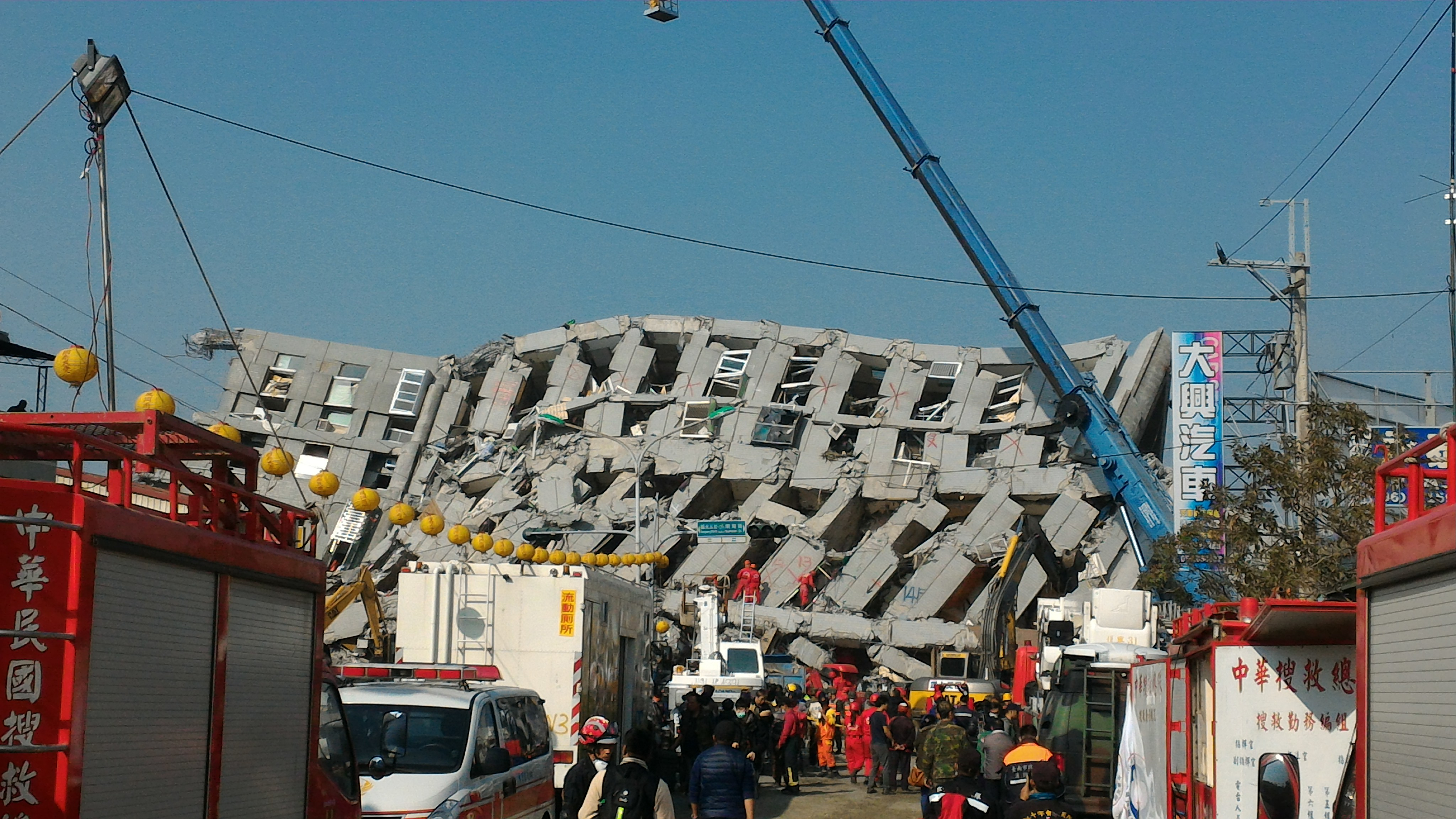
Завали 17-поверхового житлового комплексу «Вейгуань»

Найбільших руйнувань зазнав мегаполіс Тайнань, що розташоване за 31 км на Пд-Зх від епіцентру. Було зруйновано декілька багатоповерхівок, сотні людей потрапили під завали. Катастрофа сталася за два дні до Китайського нового року, через святкування в багатьох будинках були численні гості, тому невідома кількість зниклих безвісти. Місцева влада зазначає, що невідома доля щонайменше ста людей.
Окрім двох осіб, всі інші загинули внаслідок руйнування 17-поверхового житлового комплексу «Вейгуань».
Забудовник та два архітектори комплексу були затримані за підозрою в недбалості.

## Афтершоки
Впродовж кількох годин було ще 5 менших землетрусів (афтершоки), поштовхи від яких були відчутні навіть в столиці — Тайбеї, що за 300 км на північ.

## Землетруси на Тайвані
4 березня 2010 року в цьому ж муніципалітеті Гаосюн стався схожий за потужністю землетрус (6,4 Mw). Проте в малолюдному гірському районі, тож ніхто не загинув, але постраждало 96 осіб.
21 вересня 1999 року в центральних районах Тайваню відбувся руйнівний землетрус силою 7,7 Mw, унаслідок якого загинуло 2415 людей.